# Trận Varna
Trận Varna là một trận chiến đã diễn ra vào ngày 10 tháng 11 năm 1444 ở phía đông nước Bulgaria. Trong trận đánh này, Đế quốc Ottoman dưới sự chỉ huy của vua Murad II đại phá các đạo quân Ba Lan và Hungary do Władysław III của Ba Lan và János Hunyadi chỉ huy. Đây là trận đánh cuối cùng của cuộc Thập tự chinh Varna.
Đại thắng này có ý nghĩa trọng đại trong việc nâng cao uy thế của người Ottoman ở châu Âu.

## Bối cảnh
Sau khi thất bại trong việc xâm chiếm Beograd và Transilvania từ năm 1440 đến 1442, nhất là sau khi bị đánh bại trong "Chiến dịch dịch dài" của János Hunyadi vào năm 1442/1443, vua Murad II của Đế quốc Ottoman đã ký hiệp ước 10 năm ngừng bắn với vua Hungary. Sau khi ông ký hiệp ước với vua nhà Karaman của người Thổ ở Tiểu Á vào tháng 8 năm 1444, ông truyền ngôi cho người con trai mới 12 tuổi là Mehmed II. Phần mình ông rút lui về Manisa để an hưởng tuổi già.
Một biến cố lớn xảy ra: Triều đình Hungary xé bỏ hiệp ước ngừng chiến với triều đình Ottoman, và cùng Venezia và Giáo hoàng Eugene IV khởi xướng một đạo Thập Tự Quân. Khi biết tin Mehmed II phải phóng ngựa tới Manisa để mời vua cha về đối phó với Thập Tự Quân.

## Các chỉ huy trận đánh

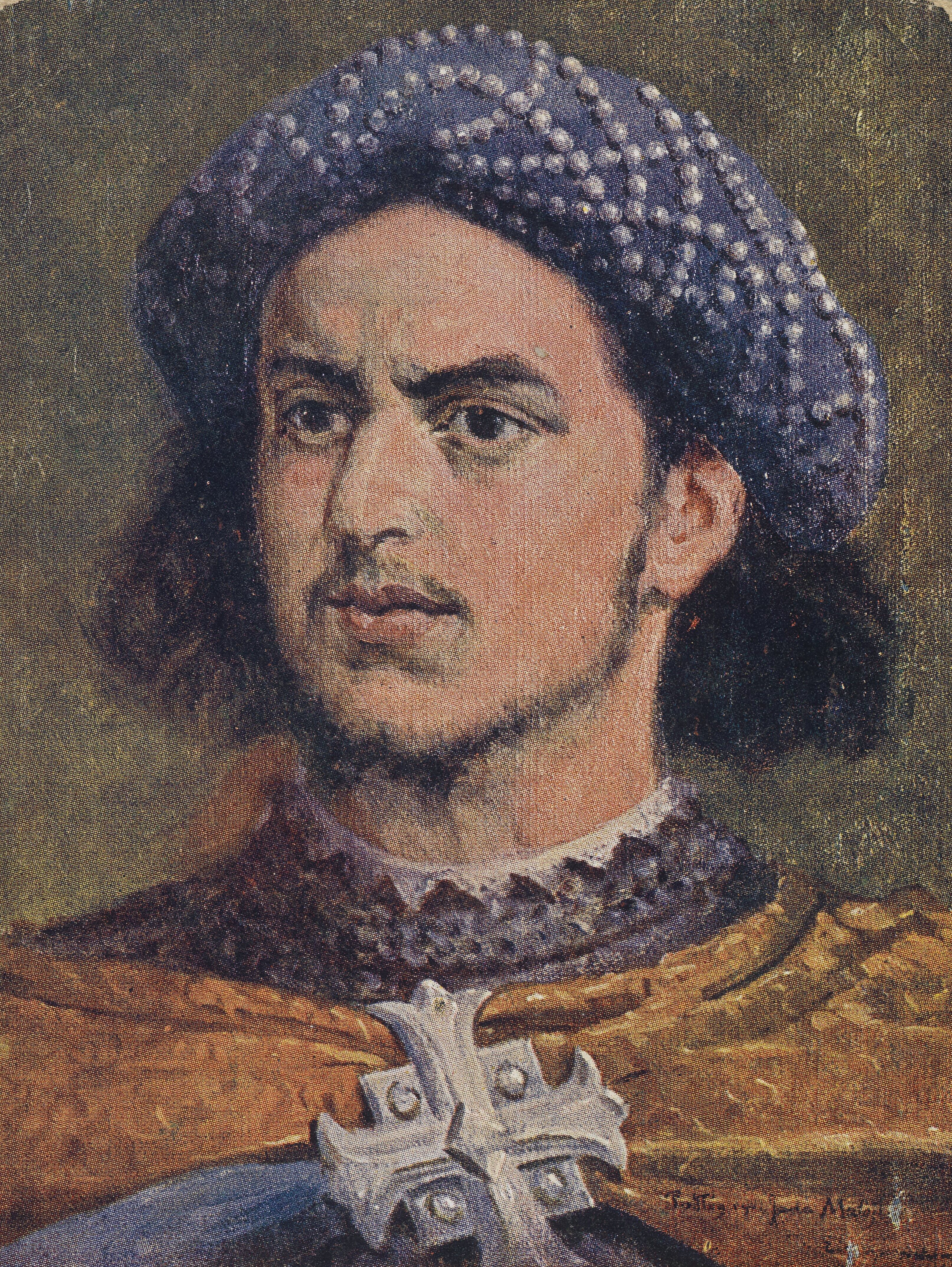
Vua Władysław III của Ba Lan (1424-1444), đồng thời cũng là Ulázsló I của Hungary
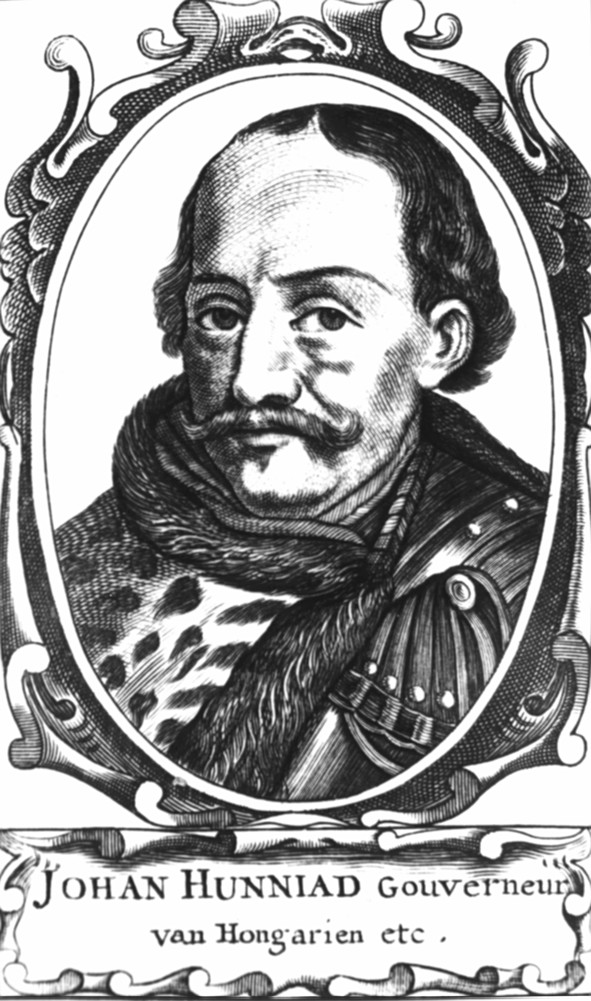
János Hunyadi (1407-1456), Vương công xứ Transilvania đồng thời là võ tướng Hungary
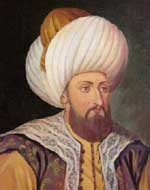
Vua Murad II (1404-1451) của Đế quốc Ottoman

## Sau trận
Đại thắng này có ý nghĩa trọng đại cho việc cũng cố uy thế của Đế quốc Ottoman ở châu Âu. Sau khi vua Hungary-Ba Lan Władysław III tử trận, Lászlo V trở thành vua Hungary và trị vì 14 năm. Chiến thắng Varna của quân đội Ottoman cũng mở đường cho sự thất thủ của Constantinopolis năm 1453.